# Јутика (Јужна Каролина)
Јутика (енгл. Utica) насељено је место без административног статуса у америчкој савезној држави Јужна Каролина.

## Демографија
По попису из 2010. године број становника је 1.489, што је 167 (12,6%) становника више него 2000. године.
| Група             | 2000.         | 2010.         |
| Белци             | 1.007 (76,2%) | 1.054 (70,8%) |
| Афроамериканци    | 271 (20,5%)   | 311 (20,9%)   |
| Азијати           | 4 (0,3%)      | 7 (0,5%)      |
| Хиспаноамериканци | 16 (1,2%)     | 79 (5,3%)     |
| Укупно            | 1.322         | 1.489         |